# Robin Scherbatsky
Robin Scherbatsky (gespeeld door Cobie Smulders) is een personage uit de televisieserie How I Met Your Mother.
Ze komt uit Canada en wordt daar door haar vrienden Ted, Marshall, Lily en Barney vaak mee gepest. Ze heeft een jaar lang een relatie met Ted gehad, maar doordat ze allebei iets anders in de toekomst wilden zijn ze uit elkaar gegaan. Ze is nieuwspresentatrice en heeft onder andere bij Metro News One gewerkt. Ze is in Canada een popster geweest onder de naam Robin Sparkles (later Robin Daggers) en is daar vooral bekend door haar nummer Let's Go to the Mall. Haar zangcarrière kwam ten einde na een optreden tijdens een sportevenement en werd belicht in de documentairereeks Underneath the Tunes (parodie op Behind the Music).
Scherbatsky is een sterke vrouw en laat niet over zich heen lopen. Ze heeft dan ook zelf een pistool. Later krijgt ze een relatie met Barney. Ze gaan na een tijd uit elkaar, maar trouwen uiteindelijk toch met elkaar. Na drie jaar scheiden Barney en Robin, met gevolg dat Ted, die door zijn twee kinderen gemotiveerd werd, toch achter Robin aan gaat. 